# Jonathan Ikoné
Nanitamo Jonathan Ikoné (* 2. Mai 1998 in Bondy) ist ein französischer Fußballspieler. Er steht beim italienischen Erstligisten AC Florenz unter Vertrag.

## Karriere
Ikoné, dessen Wurzeln in der Demokratischen Republik Kongo liegen und der seit 2010 die Jugendabteilung Paris Saint-Germains erfolgreich durchlief, debütierte 2016 im Profikader. Sein Pflichtspieldebüt für die erste Mannschaft gab er am 28. September 2016 in der UEFA Champions League, als ihn Trainer Unai Emery im Spiel gegen Ludogorez Rasgrad für Ángel Di María einwechselte. Sein Ligue 1-Debüt gab er am 1. Oktober 2016 gegen Girondins Bordeaux.
Im Januar 2017 wurde er an den HSC Montpellier ausgeliehen. Nach einem vielversprechenden Start verletzte er sich jedoch am linken Sprunggelenk und fiel für knapp vier Wochen aus. Am 8. April 2017 erzielte er am 32. Spieltag der Ligue 1 sein erstes Tor in Frankreichs höchster Spielklasse – beim Spiel gegen SM Caen. Insgesamt kam Ikoné in der Rückrunde der Saison 2016/17 zu 14 Einsätzen für Montpellier, in denen er ein Tor erzielte und eine Vorlage gab. Aufgrund seiner Leistungen wurde die Leihe für die Saison 2017/18 verlängert.
Zur Saison 2018/19 wechselte Ikoné für 5 Millionen Euro zu OSC Lille. In seiner ersten Saison entwickelte er sich zu einem Schlüsselspieler des Teams und trug maßgeblich dazu bei, dass Lille die Saison auf dem zweiten Platz der Ligue 1 abschloss – ein direkter Qualifikationsplatz für die UEFA Champions League. Gemeinsam mit Jonathan Bamba und Nicolas Pépé bildete Ikoné ein offensives Trio, das mit seiner Schnelligkeit und Konterstärke beeindruckte.
Sein erstes internationales Tor erzielte Ikoné am 23. Oktober 2019 in der Nachspielzeit eines Champions-League-Spiels gegen den FC Valencia. Er wurde dabei als Einwechselspieler zum späten Ausgleichstorschützen, was Lille den einzigen Punkt in der Gruppenphase einbrachte.
In der durch die COVID-19-Pandemie verkürzten Saison 2019/20 kam Ikoné auf fünf Tore und acht Vorlagen in 40 Pflichtspielen. Lille beendete die Saison auf Rang vier und qualifizierte sich damit für die UEFA Europa League.
In der Saison 2020/21 verlor Ikoné seinen Stammplatz auf der rechten Außenbahn zeitweise an den Brasilianer Luiz Araújo. Dennoch beendete er die Spielzeit mit sieben Toren und sieben Assists in allen Wettbewerben und feierte mit Lille die französische Meisterschaft – vor dem favorisierten Paris Saint-Germain.
Am 31. Dezember 2021 gab Lille den Wechsel von Ikoné zur AC Florenz bekannt. Dort unterschrieb er einen Vertrag über vier Jahre. Die Ablösesumme belief sich auf 14 Millionen Euro zuzüglich 1 Million Euro an Bonuszahlungen sowie 15 % Beteiligung an einem künftigen Weiterverkauf. Drei Tage später bestätigte die Fiorentina den Transfer offiziell.
Am 31. Januar 2025 wechselte Jonathan Ikoné auf Leihbasis zum italienischen Zweitligisten Como 1907. Der Vertrag beinhaltet eine Kaufoption.

## Nationalmannschaft
Er spielte für diverse französische Jugendnationalmannschaften, wobei er 2015 mit der U-17-Auswahl die Europameisterschaft gewann, und debütierte dann am 7. September 2019 in der A-Nationalelf, als er im EM-Qualifikationsspiel gegen Albanien gut zehn Minuten vor Schluss für Kingsley Coman eingewechselt wurde und kurze Zeit später auch gleich einen Treffer zum 4:1-Sieg beisteuerte.

## Erfolge
- U-17-Europameister: 2015
- Französischer Ligapokalsieger: 2017
- Französischer Meister: 2021
- Französischer Superpokalsieger: 2021